# Johann Valentin Blaufuß

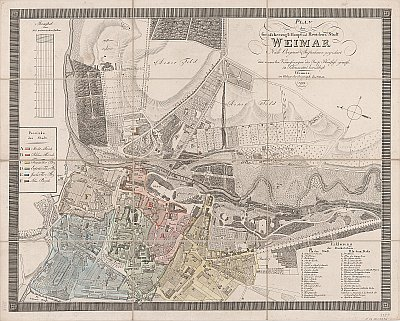
Stadtplan von Weimar 1824 von Johann Valentin Blaufuß

Johann Valentin Blaufuß (geb. 21. Mai 1769 in Wasungen; gest. 20. Dezember 1850 in Weimar) war ein deutscher Feldvermesser und Kartograph und Bauinspektor beziehungsweise Sachsen-Weimarischer Wegeinspektor, in erster Ehe Schwiegersohn des Kartographen Franz Ludwig Güssefeld.
Johann Valentin Blaufuß war als Sohn eines Försters in Wasungen im Herzogtum Sachsen-Meiningen zur Welt gekommen. So kam er mit dem Forstwesen frühzeitig in Berührung und machte eine entsprechende Lehrzeit durch.
Blaufuß war Mitarbeiter am Geographischen Institut, das als topographisch-kartographische Abteilung 1791 im Landes-Industrie-Comptoir des Friedrich Justin Bertuch in Weimar – dem führenden kartographischen Verlag in Deutschland – entstanden und 1804 aus diesem hervorgegangen war.
Blaufuß ist bekannt insbesondere für die Pläne von Weimar bzw. Teilen davon wie z. B. dem 1799 entstandenen Plan vom Park an der Ilm. Seine Pläne hatten nicht nur reinen kartographischen Zweck, sondern waren auch bestimmt für die Kataster. In den Jahren 1818 bis 1822 schuf er das sog. Weimarer Urkataster. Sein Schaffen betraf nicht zuletzt auch Karten für das Forstwesen.
Er war Inhaber der Goldenen Verdienstmedaille mit der Erlaubnis, diese am Ordensband des Sachsen-Weimarischen Falkenordens zu tragen.